# Ophionyssus scincorum
Ophionyssus scincorum är en spindeldjursart som beskrevs av Domrow, Heath och Kennedy 1980. Ophionyssus scincorum ingår i släktet Ophionyssus och familjen Macronyssidae. Inga underarter finns listade i Catalogue of Life.